# Propamocarb
Propamocarb (ISO-naam) is een fungicide dat gebruikt wordt in de tuinbouw. Het behoort tot de stofklasse der carbamaten. Propamocarb wordt normaal gebruikt onder de vorm van het hydrochloridezout (CAS-nummer: 25606-41-1), dat goed oplosbaar is in water.
Propamocarb werd in 1971 in Duitsland gepatenteerd door Schering AG. De octrooibescherming is verlopen en het product wordt nu door verschillende fabrikanten aangeboden. Merknamen zijn onder meer: Propeller, Proplant, Previcur N en Propame.

## Toepassingen
Propamocarb wordt gebruikt bij de teelt van verschillende groenten, slasoorten, tomaten, aardappelen en sierplanten, voor de bestrijding van valse meeldauw, phytophthora en pythium. Men kan het sproeien op de bladeren of het aan de wortels van de planten toedienen. Het is een opwaarts systemisch fungicide, dat vanuit de wortels naar de andere delen van de plant wordt getransporteerd. Op de bladeren blijft het lokaal werkzaam. Het verhindert de vorming en kieming van sporen en de myceliumgroei. Het kan zowel preventief als curatief toegediend worden.

## Regelgeving
In de Europese Unie is propamocarb opgenomen in de lijst van toegelaten gewasbeschermingsmiddelen. De toelatingsperiode loopt af op 30 september 2017.

## Toxicologie en veiligheid
Propamocarb heeft een matige acute toxiciteit. Het is in tegenstelling tot de groep van de carbamaat-insecticiden slechts een zwakke cholinesteraseremmer.
De stof kan overgevoeligheid veroorzaken bij contact met de huid.